# بوبي ميلر (لاعب كرة قاعدة)
روبرت أنتوني ميلر ولد في 5 أبريل 1999 هو لاعب بيسبول أمريكي محترف لفريق لوس انجلوس دودجير في دور البيسبور الرئيسي م ل ب لعب البيسبول الجامعي لفريق لويزفيل كاردينالز وتم اختياره في المركز التاسع والعشرين بشكل عام من قبل فريق دودجرز في مسودة م ل ب لعام 2020 .